# Graf-Wilhelm-Straße 8 (Bregenz)

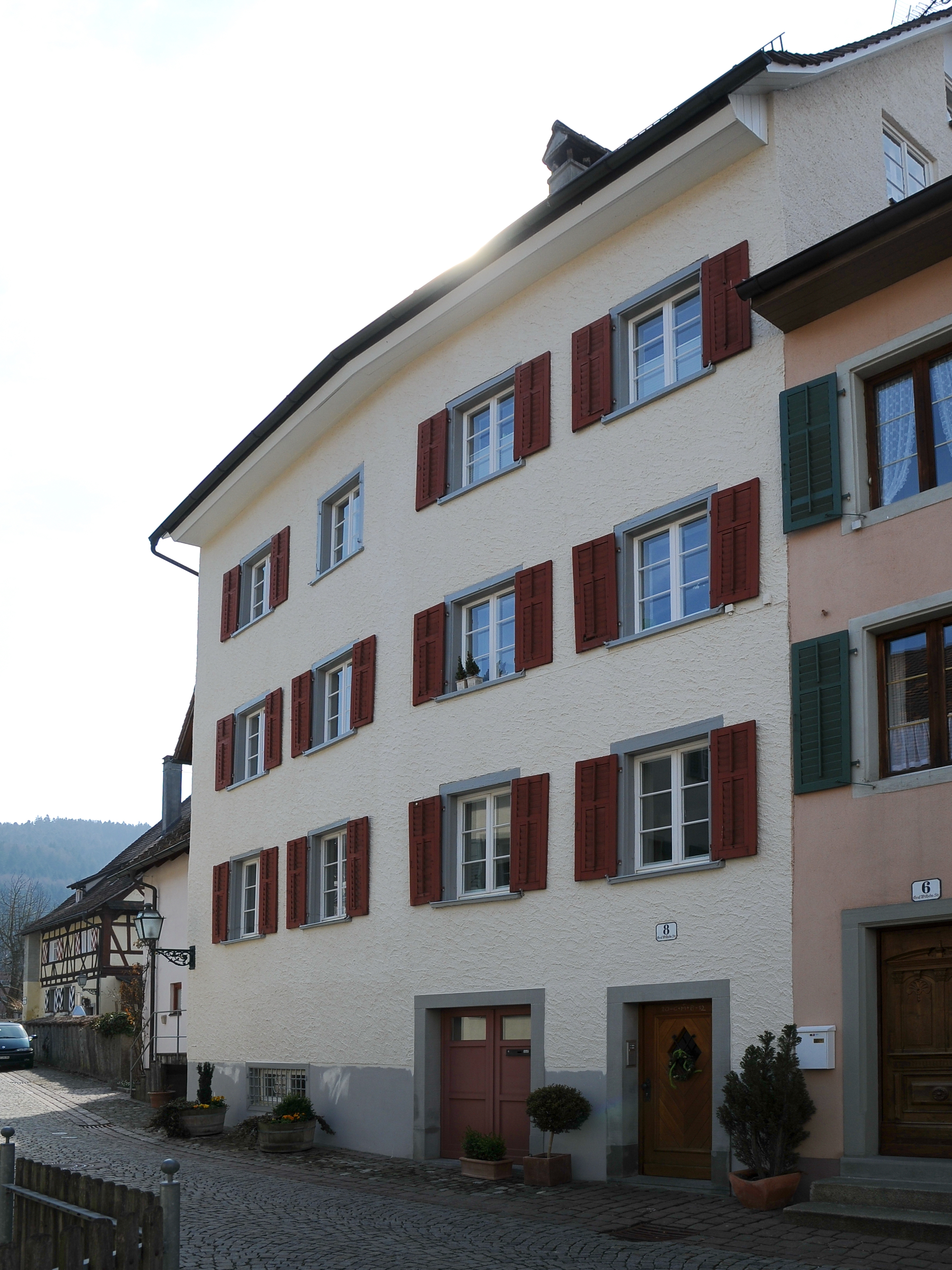
Graf-Wilhelm-Straße 9

Das Haus Graf-Wilhelm-Straße 8 ist ein Wohnhaus in der Oberstadt von Bregenz. Das Bauwerk steht unter Denkmalschutz (Listeneintrag).

## Geschichte
Das Gebäude ist im Kern spätmittelalterlich und weist frühneuzeitliche Umbauten auf.

## Architektur
Das viergeschoßige Wohnhaus hat zwei Zugänge, von denen einer in den tonnengewölbten Keller führt. Die straßenseitige Fassade ist vierachsig und leicht gekrümmt. Die Fenster weisen eine Sandsteinrahmung auf und haben Jalousieläden.